# Halldórsdóttir
Halldórsdóttir ist ein isländischer Name.

## Bedeutung
Der Name ist ein Patronym und bedeutet Tochter des Halldór. Die männliche Entsprechung ist Halldórsson (Sohn des Halldór).

## Bekannte Namensträgerinnen
- Ásta Halldórsdóttir (* 1970), isländische Skirennläuferin
- Guðný Halldórsdóttir (* 1954), isländische Filmregisseurin
- Hafrún Rakel Halldórsdóttir (* 2002), isländische Fußballspielerin
- Kolbrún Halldórsdóttir (* 1955), isländische Politikerin